# Præsten i Vejlby (film fra 1922)
 For alternative betydninger, se Præsten i Vejlby. (Se også artikler, som begynder med Præsten i Vejlby)
Praesten i Vejlby er en dansk stumfilm fra 1920 (udgivet 1922) af filminstruktør August Blom. Filmen er baseret på en novelle af Steen Steensen Blicher fra 1829, baseret på en sand mordsag fra 1626. Historien er efterfølgende blevet filmatiseret to gange; af George Schnéevoigt i 1931 (Præsten i Vejlby), og igen af Claus Ørsted i 1972 (Præsten i Vejlby). Bloms version er den mest tro mod den originale bog af Steen Steensen Blicher. Han filmede også på stedet for den oprindelige mordsag, i landsbyen Vejlby tæt ved Grenaa.

## Handling
Vejlbypræsten Søren Qvist har et opfarent og vildt temperament, men er i grunden god. Storbonden Morten Bruus vil have Mette, men selv vil hun hellere have den unge herredsfoged Erik Sørensen. Præsten giver så i stedet Erik og datteren sin velsignelse og forlover dem selv i kirken. Fra da af nærer storbonden Morten et ubændigt had til præsten.
Præsten bliver da fejlagtigt beskyldt for at have dræbt sin undselige og naive tjener da denne forsvinder efter et skænderi. Herredsfoged Erik undersøger modvilligt sagen mod sin forlovedes far, og han bliver mere og mere fortvivlet som flere og flere vidner står frem og giver vidnesbyrd mod præsten. Præsten, om end han ikke selv kan huske noget mord, kommer alligevel til sidst til at tro på sin egen skyld. Så han beslutter sig til at vedgå mordet, og herredsfoged er tvunget af loven, og må dømme ham til døden for mord. En tidlig morgen halshugges præsten, og ødelægger derved også forholdet til datteren som han elsker. Herefter lever herredsfoged Erik alene i mange år.
Nogle år senere dukker "mordofret" pludselig op i landsbyen. Han afslører at det påståede mord var gement snyderi, udført af hans bror som hævn for datterens Mettes afslag og at præstens henrettelse var justitsmord. Det hele er for meget for herredsfoged Erik, men inden han dør bekræftes han i at Mette stadig elsker ham.

## Rolleliste
| Skuespiller          | Rolle                        |
| -------------------- | ---------------------------- |
| Viggo Wiehe          | Præsten Søren Quist          |
| Ingeborg Spangsfeldt | Præstedatteren Mette         |
| Gunnar Tolnæs        | Herredsfogeden Erik Sørensen |
| Clara Schønfeld      | Moster Gertrud               |
| Gerhard Jessen       | Storbonden Morten Bruus      |
| Chistian H. Sørensen | Karlen Niels Bruus           |
| Hans Dynesen         | Præsten i Aalsø              |